# بیدک (بادغیس)
بیدک (به لاتین: Bidak) یک منطقهٔ مسکونی در افغانستان است که در ولایت بادغیس واقع شده‌است.